# 寮屋

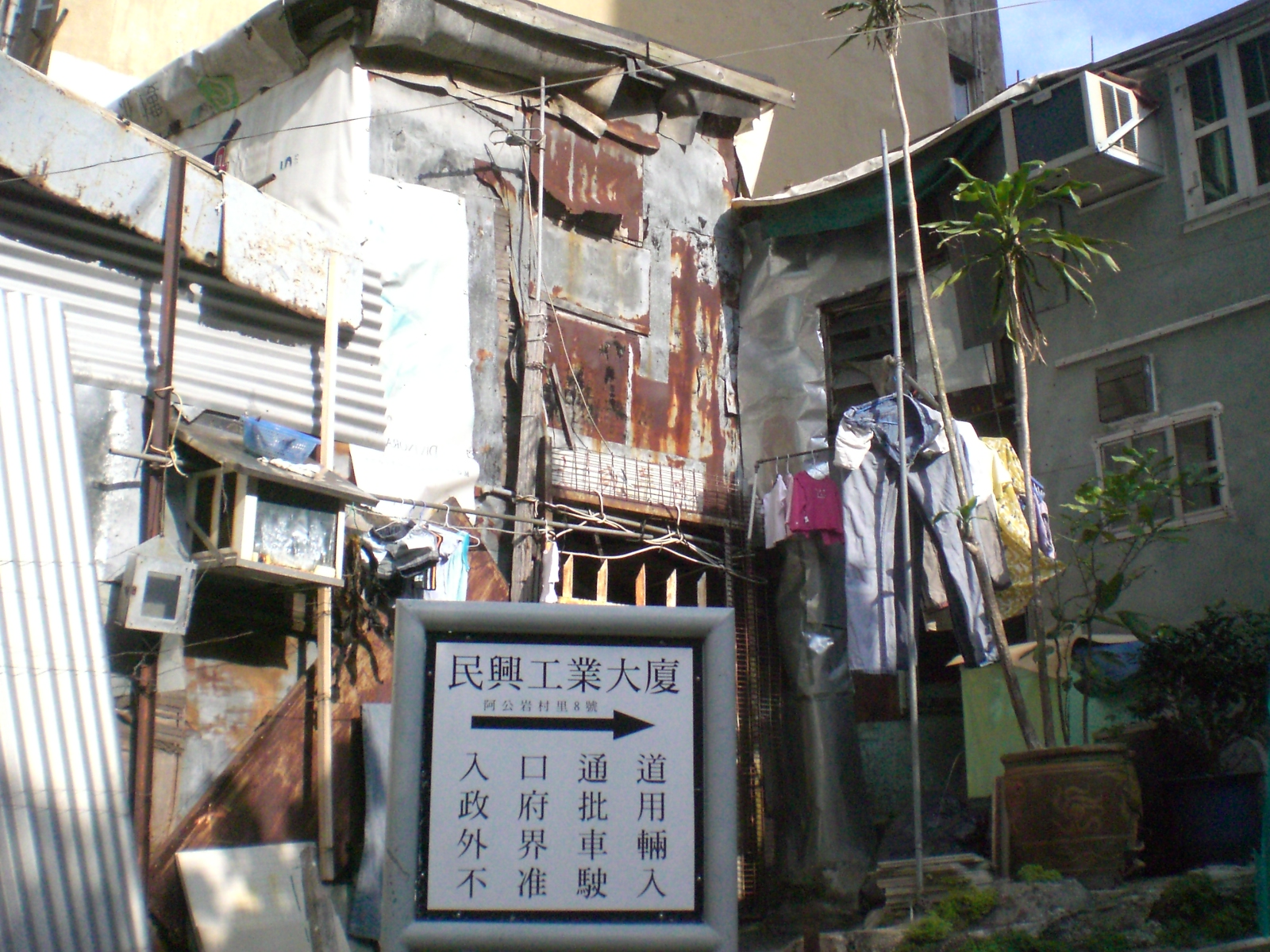
鐵皮屋

寮屋（英語：Squatter）在香港一般是指非法佔用政府土地，或位於私人農地上的違契構築物或臨時居所，其建築通常相當簡陋，大多以鐵皮及木板等搭建而成，所以又俗稱鐵皮屋、木屋；香港的非原居民村落只是寮屋區（squatter area：佔屋）。
根據現行寮屋管制政策，在1982年寮屋管制登記中已登記的寮屋會獲發寮屋編號，構築物的位置、尺寸、建築物料及用途如與1982年寮屋登記記錄相同，便可獲暫准存在（但其非法或違契性質不變），直至因發展計劃、環境改善或安全理由而須予以清拆，或直至自然流失（例如構築物無人佔用或不再存在）而被取締。

## 歷史

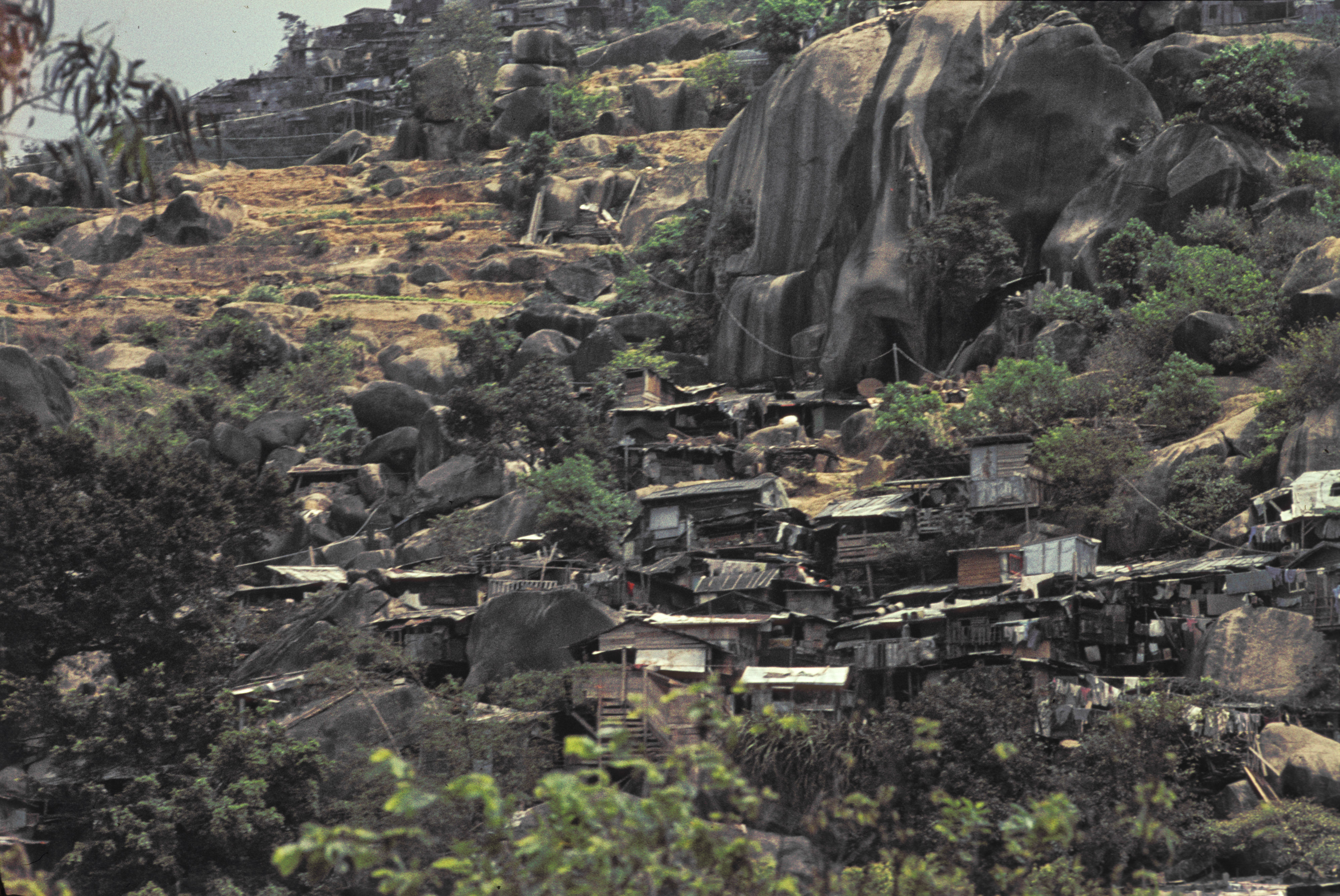
1965年香港一處山上寮屋區

寮屋在1940年代末在香港開始增多。原因不只是原有的房屋在戰時大多受到破壞，更重要的是其後中國大陸爆發國共內戰，使大量難民湧入香港。香港政府在奉行自由貿易的原則下，當時未有相應提供任何公營房屋計劃，難民便在市區邊緣和山邊建造寮屋。寮屋區十分擠逼，衛生惡劣，更經常發生火災意外。
直到1953年12月24日石硤尾大火燒毀該處的寮屋區令近五萬人無家可歸後，港英政府才改變房屋政策，興建公共房屋安置居民，寮屋在香港的數量才受到控制。另外於西貢清水灣的碧水新村，則主要是上世紀60年代批予受颱風影響的居民登記居住的寮屋。
寮屋多為非法僭建，設施簡陋，環境衛生惡劣，存在火災等安全隱患，部分更成為治安黑點。當年，房屋署設有寮屋管制組（俗稱「寮仔部」）盡力取締非法僭建寮屋，惟成效始終不彰，仍然有不少不法之徒因為有利可圖而繼續搭建寮屋兜售，甚至出現「你拆我建」的猖獗情況。這些寮屋買家多為新來港人士和貧窮人士，甚至誤以為入住寮屋便可輪候公共房屋的人士等。
根據房屋署1980年代初的統計，全港有57萬木屋居民，大約14萬個家庭。按當時措施，居港10年並符合入住公屋資格，而木屋被清拆或因天災而損毀的居民，可立即遷入空置的公共屋邨，如公屋單位不足，則可遷入臨時房屋。

### 1982年全港寮屋登記
政府於1982年為全港寮屋進行登記，記錄了寮屋的位置、尺寸（即長度、闊度和高度）、建築物料及用途，作為日後寮屋管制的基線。已登記寮屋如未經許可下擴建或重建、改變用途，或在原登記為臨時物料的情況下改用永久物料，地政總署會按照寮屋管制政策進行執管，自此居民不能自行擴建房屋（僭建），否則會失去清拆寮屋時入住公屋（俗稱「上樓」）的資格。
而早期經官地租用牌照搭建的建築物，由於這些牌照在1984年因應政府政策而轉為短期租約。從那時起，租戶便需一直支付十足市值的租金。租金每三年調整一次，如租戶對新租金不滿，可向地政總署署長提出上訴。
截至2009年，香港仍有寮屋二十多萬間，有人居住者八萬多間，當中包括黃大仙、鯉魚門、茶果嶺、薄扶林村，以及新界等多處地方。2009年10月九華徑寮屋區發生大火，使人再次關注寮屋居民之居住問題。但亦有居民稱住在寮屋只需每年向政府繳納數百元地租，也有井水可用，花費較居住在其他地方少得多。
考慮到寮屋管制政策旨在暫准已登記寮屋存在，絕非鼓勵違規擴建，地政總署於2016年6月22日收緊執管安排，具體而言，在該日以後落成的擴建，一經發現，地政總署會即時取消寮屋登記編號和安排清拆，不再給予糾正機會。「寮屋住戶自願登記計劃」由2018年11月1日起實施，屬一次過性質，旨在配合政府同年5月10日公布，為受政府發展清拆行動影響的寮屋住戶而設的優化特惠補償及安置安排。具體而言，居於持牌非住用構築物或已登記作非住用用途的寮屋（以下統稱「非住用寮屋」）的人士，如果在此登記計劃下向地政總署作出登記，日後如果該等非住用寮屋因政府進行發展而須清拆，他們便符合基本條件申請安置及特惠津貼。非住用寮屋本不應用作居住用途，有關登記計劃旨在建立登記冊，一方面確認已登記的住戶已入住該等非住用寮屋，保障他們日後倘受政府發展清拆影響時有機會申請安置及特惠津貼，另一方面減少其他人士遷入非住用寮屋作居住用途的動機及相關的炒賣活動。政府並沒有為登記數字預設指標。

### 收回及重建九龍東寮屋區
2019年《施政報告》公布，計劃收回九龍東3個寮屋區，包括茶果嶺村、牛池灣村和竹園聯合村，以發展公營房屋。當局初步估算，若以較高的發展密度推展兩個項目，料可提供2,700伙公營房屋。不過，實際單位數目、地積比率及人口數字等發展參數， 須有待可行性研究完成後才可確定。至於「政府、機構或社區」設施，當局表示會盡量透過「一地多用」模式落實，按現時研究進度，料最快2021/22年凍結登記，如過程順利，會爭取於2025年開展工程。

## 1995年市區寮屋區一覽表[6]

### 香港島
- 丹拿山近黃鶴樓
- 淺水灣道及南灣道上南灣道
- 芽菜坑
- 天后廟山
- 赫蘭道
- 銅鑼灣馬山
- 舂磡角道
- 金督馳馬徑
- 西灣仔
- 大坑山
- 赤柱街市
- 浣紗街
- 南約
- 孔聖堂後面
- 聖士提反灣
- 寶雲道
- 赤柱峽道
- 大潭
- 堅彌地街／道及適安街
- 漆咸徑及地利根德里
- 大潭道（西）
- 克頓道
- 大潭篤村
- 豬毛山
- 石澳道
- 大華工廠後面
- 爛泥灣
- 何莊
- 東丫背
- 大口環村
- 銀坑
- 大口環
- 土地灣
- 大口環新村
- 大風坳
- 鋼線灣村
- 鶴咀村
- 近碧瑤村
- 芽菜坑（鶴咀）
- 域多利道近北
- 石澳村
- 薄扶林村
- 大浪灣
- 域多利道近華富村（包括水菜田村及瀑布灣）
- 玄都巖村（柴灣山）
- 西灣村（柴灣邨第 19 座後面[10]）
- 雞籠環（興偉後面山坡）
- 西村（哥連臣角道對下）
- 潮州山
- 哥連臣角道
- 石排灣／田灣山
- 大坑東村（大坑坳及滿華樓）
- 鴨脷洲大街後面山坡
- 大潭道（東）
- 鴨脷洲白沙灣
- 愛秩序村
- 深坑
- 筲箕灣海深廟
- 香港仔警署後面
- 山邊台
- 黃竹坑徑及舊村
- 亞公巖村
- 壽山村道
- 天后廟道對下丹拿山
- 黃竹坑新圍村
- 香島道近高爾夫球場

### 九龍
- 馬背村
- 福榮街/營盤街
- 馬環村
- 石硤尾 36 座附近山邊
- 峰頂村
- 福德廟
- 鯉魚門村
- 北九龍裁判處山邊
- 崇信街海傍
- 北山村
- 嶺南新村（下）
- 何家園
- 茶果嶺道（南）
- 慈尾村
- 茶果嶺村
- 新九龍八號墳場
- 繁華街
- 德望村
- 啟田村
- 牛池灣村
- 雞寮翠屏翠櫻樓對開山坡
- 下元嶺西／大磡村（龍翔道以南）
- 馬游塘翠屏翠楊樓附近山坡
- 福德新村
- 上元嶺北
- 肥婆坑／官塘工業區
- 鑽石山新村／元嶺南／上元嶺北
- 安樂村
- 泗和園／大聖村
- 秀明村
- 鑽石山新村
- 和平村／秀安村
- 大觀新村
- 佐敦里
- 竹園聯合村（東段）
- 園圃街
- 衙前圍村
- 沙浦道
- 山西街

## 參看
- 佔屋
- 貧民窟
- 籠屋
- 劏房
- 徙置區
- 臨時房屋區

## 外部連結
- 香港房屋委員會（页面存档备份，存于）
- 地政總署 - 寮屋管制相關公報（页面存档备份，存于）